# Droga ekspresowa 71 (Izrael)
Droga ekspresowa 71 (hebr. כביש 71) – droga krajowa biegnąca z Doliny Jezreel przez Dolinę Charod do Doliny Bet Sze’an, na północy Izraela.

## Przebieg
Droga nr 71 biegnie równoleżnikowo z zachodu na wschód, od miasta Afula do Bet Sze’an.

### Dolina Jezreel
Swój początek bierze w położonym w samym centrum Doliny Jezreel mieście Afula. Zaczyna się na skrzyżowaniu ulicy Sprinzak z ulicami ha-Hisdadrut i Icchaka Rabina, skąd można pojechać w kierunku północno-wschodnim drogą nr 65, która prowadzi do strefy przemysłowej Alon Tawor i miejscowości Kefar Tawor. Natomiast droga nr 71 prowadzi jako droga dwujezdniowa na południe. Jest to ulica Sprinzak, która dochodzi do skrzyżowania z ulicami ha-Magen i Koresz. Skręca tutaj na południowy wschód na ulicę Koresz i opuszcza Afulę w kierunku wschodnim, mijając położoną na południe od drogi strefę przemysłową Alef. Po opuszczeniu miasta droga dwujezdniowa przechodzi w drogę jedniojezdniową. Jest tutaj skrzyżowanie z drogą nr 7155, prowadzącą na północny wschód do kibucu Merchawja. Droga nr 71 omija od południa ten historyczny kibuc i wyjeżdża na otwartą przestrzeń między okoliczne pola uprawne. Przejeżdża niewielkim mostkiem nad strumieniem Merchawja i mija położony na północy moszaw Merchawja. Po południowej stronie drogi pojawia się niewielki strumień Charod i droga nr 71 zaczyna powoli zjeżdżać do Doliny Charod.

### Dolina Charod
Zjeżdżając do Doliny Charod droga sprowadza z wysokości 80 metrów n.p.m. do depresji 80 m p.p.m. Droga przejeżdża niewielkimi mostkami nad strumieniami Szunem i Jechezkel, które zasilają strumień Charod. Mija położony na południe od drogi kibuc Jizre’el, i po przejechaniu 5 km dociera do skrzyżowania Navot z drogą nr 675, która prowadzi na południowy zachód do kibucu Jizre’el i masywu Wzgórz Gilboa. Następnie droga mija dwa skrzyżowania z drogami prowadzącymi do położonego na północy moszawu Kefar Jechezkel i dojeżdża do skrzyżowania z lokalną drogą prowadzącą na południe do wsi Gidona, przy której znajduje się Park Narodowy Majan Charod. Droga nr 71 prowadzi tutaj między stawami hodowlanymi i po minięciu mostku na strumieniu Gewa dociera do położonego na północy kibucu Gewa. Kilometr dalej znajduje się skrzyżowanie Isachar z drogą nr 716, która prowadzi na północ do położonych na płaskowyżu Ramot Jissachar, moszawu Ramat Cewi i arabskiej wioski Na’ura. Natomiast droga nr 71 prowadzi dalej dnem Doliny Charod i po niecałym kilometrze dociera do skrzyżowania Jisachar. Odchodzi stąd w kierunku północnym droga nr nr 7107, która prowadzi na północ do kibuców En Charod Me’uchad, En Charod Ichud i Tel Josef. Przy skrzyżowaniu mieści się siedziba władz administracyjnych Samorządu Regionu Ha-Gilboa. Po przejechaniu kolejnego kilometra dojeżdża się do skrzyżowania z lokalną drogą przy więzieniu Szitta. Boczna droga prowadzi na południe do kibucu Chefci-Bah. Dalej przejeżdża się przez mostek nad strumień Josef i dociera do położonego na północ od drogi kibucu Bet ha-Szitta. Tuż obok jest skrzyżowanie Ha-Szitta z prowadzącą na południe drogą nr 669 do kibuców Chefci-Bah i Bet Alfa, oraz położonego przy nich Parku Narodowego Synagogi Bet Alfa. Przy skrzyżowaniu ha-Szita znajduje się pas startowy wykorzystywany przez samoloty rolnicze. Dalej droga nr 71 jedzie wśród uprawnych terenów rolniczych i wjeżdża do rozszerzającej się ku południowemu wschodowi Doliny Bet Sze’an.

### Dolina Bet Sze’an
Droga nr 71 prowadzi przez środkową część Doliny Bet Sze’an. Przejeżdża niewielkimi mostkami nad okresowymi strumieniami Pahat i Nachum, które spływają z położonego na północy płaskowyżu Issachara. Po przejechaniu 4 km dojeżdża się do skrzyżowania z drogą prowadzącą na północ do kibucu Sede Nachum. Kilometr dalej dojeżdża się do północnej strefy przemysłowej miasta Bet Sze’an. Do centrum miasta można dojechać odbijającą w kierunku południowym drogą nr 7078, natomiast droga nr 71 pełni funkcję północnej obwodnicy Bet Sze’an. Omija od północy Park Narodowy Bet Sze’an i zjeżdża na wysokość 200 m p.p.m. do depresji Rowu Jordanu.

### Dolina Jordanu
Po zjechaniu do Doliny Jordanu, droga nr 71 dociera do skrzyżowania Szean z drogą nr 90, gdzie skręca na południe aby przez sto metrów drogą dwupasmową jechać razem z drogą nr 90 w kierunku miasta Bet Sze’an. Na tym odcinku przejeżdża mostem nad rzeką Charod, za którą odbija w kierunku południowo-wschodnim. Droga nr 90 umożliwia dojechanie na północ do kibucu Hamadia, lub na południe do miasta Bet Sze’an.Natomiast droga nr 71 mija skrzyżowanie z drogą dojazdową do rezerwatu przyrody Ganej Huga i dociera do wschodniej strefy przemysłowej Bet Sze’an. Po jej minięciu dojeżdża się do skrzyżowania Tel Esztori, na którym droga nr 7079 odbija w kierunku zachodnim do miasta Bet Sze’an. Droga nr 71 wykręca tutaj na wschód i wzdłuż stawów hodowlanych ryb prowadzi do położonego na południu kibucu Newe Etan. Półtora kilometra dalej jest skrzyżowanie z drogą nr 6688, którą zjeżdża się na południe do przygranicznego kibucu Ma’oz Chajjim. Stąd droga zjeżdża na wysokość 260 m p.p.m. i po kolejnych 2 km dociera do przejścia granicznego Rzeka Jordan, gdzie kończy swój bieg na moście granicznym na rzece Jordan. Po drugiej stronie rzeki jest Jordania.